# ترکی، لیمپوپو
ترکی، لیمپوپو (به لاتین: Turkey, Limpopo) یک شهرک در آفریقای جنوبی است که در Maruleng Local Municipality واقع شده‌است.